# Joseph Schooling
Joseph Isaac Schooling (Singapore, 16 juni 1995) is een Singaporese zwemmer. Hij vertegenwoordigde zijn land op de Olympische Zomerspelen 2012 in Londen en op de Olympische Zomerspelen 2016 in Rio de Janeiro.

## Carrière
Bij zijn internationale debuut, op de Olympische Zomerspelen van 2012 in Londen, werd Schooling uitgeschakeld in de series van zowel de 100 als de 200 meter vlinderslag. Op de wereldkampioenschappen kortebaanzwemmen 2012 in Istanboel strandde de Singaporees in de series van 50, 100 en 200 meter vlinderslag. Samen met Pang Sheng Jun, Quah Zheng Wen en Rainer Kai Wee Ng werd hij gediskwalificeerd in de series van de 4x100 meter vrije slag en uitgeschakeld in de series van de 4x200 meter vrije slag. Op de 4x100 meter wisselslag strandde hij samen met Quah Zheng Wen, Chien Yin Lionel Koo en Rainer Kai Wee Ng in de series.
Tijdens de wereldkampioenschappen zwemmen 2013 in Barcelona werd Schooling uitgeschakeld in de halve finales van zowel de 200 meter vlinderslag als de 200 meter wisselslag. Op zowel de 50 als de 100 meter vlinderslag strandde hij in de series.
In Glasgow nam de Singaporees deel aan de Gemenebestspelen 2014. Op dit toernooi veroverde hij de zilveren medaille op de 100 meter vlinderslag. Daarnaast eindigde hij als zevende op de 50 meter vlinderslag en als achtste op de 200 meter vlinderslag, op de 200 meter wisselslag werd hij uitgeschakeld in de series. Samen met Danny Yeo, Quah Zheng Wen en Clement Yong En Lim eindigde hij als achtste op zowel de 4x100 als de 4x200 meter vrije slag. Op de 4x100 meter wisselslag strandde hij samen met Quah Zheng Wen, Christopher Ee Hong Cheong en Clement Yong En Lim in de series. Op de Aziatische Spelen 2014 in Incheon behaalde Schooling de gouden medaille op de 100 meter vlinderslag, de zilveren medaille op de 50 meter vlinderslag en de bronzen medaille op de 200 meter vlinderslag. Samen met Rainer Kai Wee Ng, Christopher Ee Hong Cheong en Clement Yong En Lim eindigde hij als zesde op de 4x100 meter wisselslag.
In Kazan nam de Singaporees deel aan de Wereldkampioenschappen zwemmen 2015. Op dit toernooi behaalde hij, in een Aziatische recordtijd, de bronzen medaille op de 100 meter vlinderslag, de eerste medaille voor Singapore in de geschiedenis van de wereldkampioenschappen zwemmen. Op de 50 meter vlinderslag eindigde hij op de zevende plaats en op de 200 meter vlinderslag werd hij uitgeschakeld in de halve finales. Op de 4x100 meter wisselslag strandde hij samen met Quah Zheng Wen, Chien Yin Lionel Koo en Yeo Kai Quan in series.
Tijdens de Olympische Zomerspelen van 2016 in Rio de Janeiro werd Schooling olympisch kampioen op de 100 meter vlinderslag, in een nieuwe olympisch record (50,39). Hij versloeg onder andere titelverdediger Michael Phelps, Chad le Clos en László Cseh . Zijn zege betekende tevens het eerste olympische goud voor Singapore. Op de 100 meter vrije slag werd hij uitgeschakeld in de halve finales van de 100 meter vrije slag.

## Internationale toernooien
| Jaar | Olympische Spelen                         | WK langebaan                                                                         | WK kortebaan | PanPacs       | Aziatische Spelen                                                                                 | Gemenebestspelen |
| ---- | ----------------------------------------- | ------------------------------------------------------------------------------------ | --- | ------------- | ------------------------------------------------------------------------------------------------- | --- |
| 2012 | 35e 100m vlinderslag 26e 200m vlinderslag |                                                                                      | 17e 50m vlinderslag 22e 100m vlinderslag 28e 200m vlinderslag DSQ 4x100m vrije slag 12e 4x200m vrije slag 16e 4x100m wisselslag |               |                                                                                                   | |
| 2013 |                                           | 34e 200m vrije slag 17e 100m vlinderslag 10e 200m vlinderslag 16e 200m wisselslag    | |               |                                                                                                   | |
| 2014 |                                           |                                                                                      | geen deelname | geen deelname | 50m vlinderslag · 100m vlinderslag · 200m vlinderslag · 4e 200m wisselslag · 6e 4x100m wisselslag | 7e 50m vlinderslag · 100m vlinderslag · 8e 200m vlinderslag · 15e 200m wisselslag · 8e 4x100m vrije slag · 8e 4x200m vrije slag · 9e 4x100m wisselslag |
| 2015 |                                           | 7e 50m vlinderslag · 100m vlinderslag · 10e 200m vlinderslag · 19e 4x100m wisselslag | |               |                                                                                                   | |
| 2016 | 16e 100m vrije slag · 100m vlinderslag    |                                                                                      | 6-11 december |               |                                                                                                   | |

## Persoonlijke records
Bijgewerkt tot en met 12 augustus 2016
Kortebaan
| Afstand          | Tijd    | Datum            | Plaats    |
| ---------------- | ------- | ---------------- | --------- |
| 50m vlinderslag  | 23,58   | 14 december 2012 | Istanboel |
| 100m vlinderslag | 51,84   | 12 december 2012 | Istanboel |
| 200m vlinderslag | 1.59,44 | 16 december 2012 | Istanboel |

Langebaan
| Afstand          | Tijd    | Datum            | Plaats         |
| ---------------- | ------- | ---------------- | -------------- |
| 100m vrije slag  | 48,27   | 9 augustus 2016  | Rio de Janeiro |
| 50m vlinderslag  | 23,25   | 3 augustus 2015  | Kazan          |
| 100m vlinderslag | 50,39   | 12 augustus 2016 | Rio de Janeiro |
| 200m vlinderslag | 1.56,11 | 4 augustus 2015  | Kazan          |